# Palazzo Stati

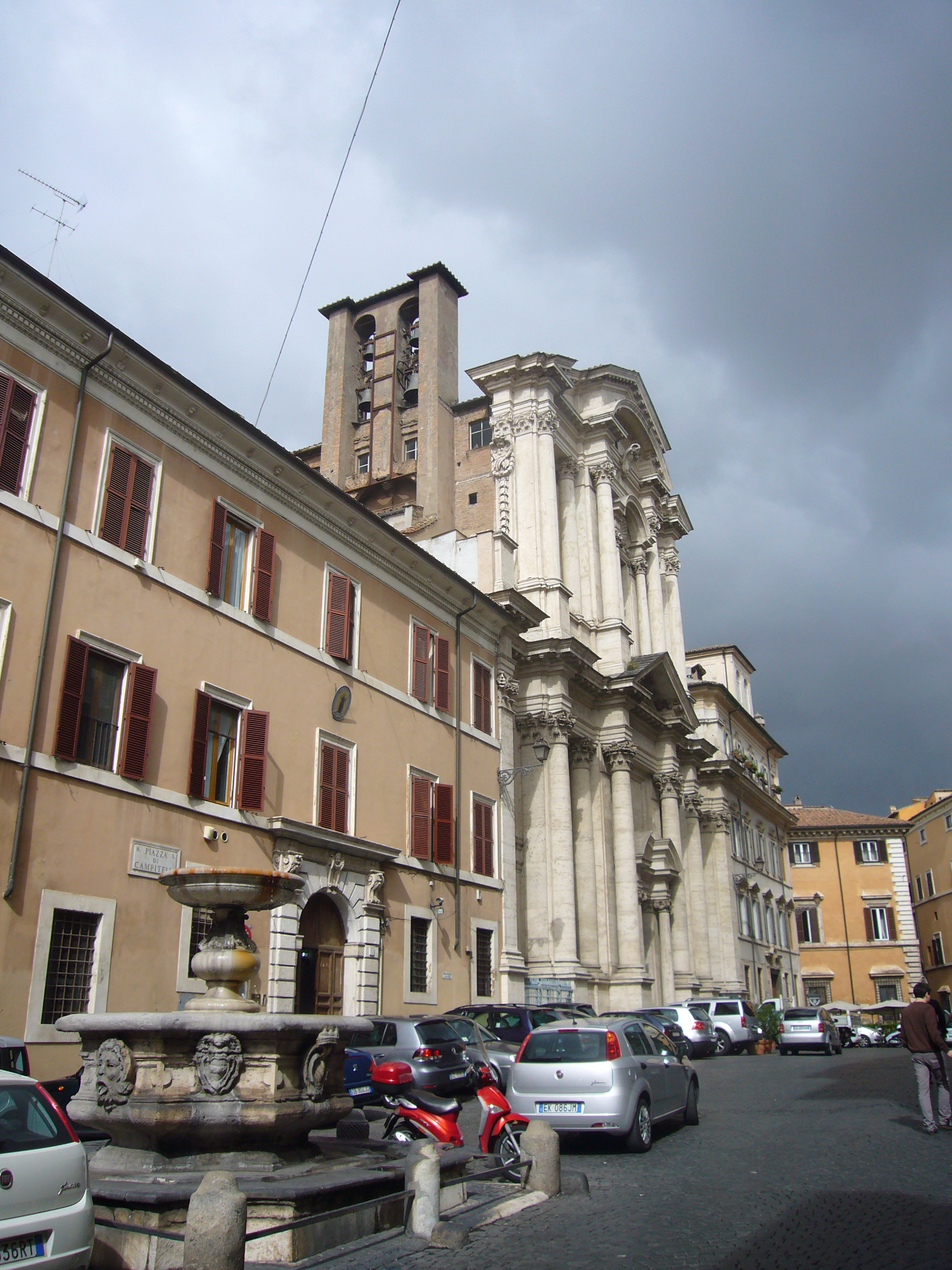
Nesta vista da lateral da Piazza di Campitelli, o Palazzo Stati é o primeiro à esquerda. Depois da igreja está o Convento della Madre di Dio, que pertence à mesma ordem religiosa.

Palazzo Stati é um palácio localizado na Piazza di Campitelli, no rione Campitelli de Roma, entre o Palazzetto di Flaminio Ponzio e a igreja de Santa Maria in Campitelli.

## História
Este palácio foi construído em 1619 para os irmãos Giambattista e Lorenzo Stati. O edifício se apresenta em três pisos (incluindo o térreo) com seis janelas de frente para a praça, com sua parede direita encostada na igreja. A esquerda forma uma pequena reentrância na praça juntamente com duas paredes do Palazzetto di Flaminio Ponzio. Os andares são separados entre si por grossas cornijas marcapiano brancas sobre as quais se assentam as janelas, emolduradas por faixas da mesma cor. O largo beiral, decorado com prótromos leoninos e três montes, também é branco. Aproximadamente no centro da fachada, com três janelas para a esquerda e duas para a direita, se abre um largo portal com moldura de silhares rusticados radiais e com uma grossa arquitrave suportada por mísulas decoradas com cabeças de animais. No meio do arco, uma das pedras está decorada com a cabeça de um anjo. Na arquitrave está uma inscrição comemorando o primeiro proprietário: "LAURENTIUS DE STATIS".
Atualmente o edifício abriga a curia generalizia (o corpo governante) de uma pequena ordem religiosa, os "Clérigos Regulares da Mãe de Deus" (em italiano:  Chierici Regolari della Madre di Dio), fundada por São João Leonardo e aprovada pelo papa Gregório XV em 1621, responsáveis ainda hoje pela manutenção da igreja vizinha. Os membros vivem também no edifício do outro lado da igreja, o Convento della Madre di Dio. 